# Tragelaphus spekii
Il sitatunga (Tragelaphus spekii) è un'antilope che abita le zone paludose dell'Africa centrale (in particolare nella Repubblica Democratica del Congo, in Botswana, nello Zambia e nella regione del Caprivi in Namibia).
Il sitatunga è alto circa un metro e mezzo al garrese. Il mantello, impermeabile, è di colore bruno scuro nei maschi e rossiccio nelle femmine. In entrambi i sessi sono presenti strisce  bianche sul mantello, con delle macchie bianche sul muso. I maschi presentano una criniera e delle corna affusolate che possono quasi raggiungere il metro di lunghezza.
Gli zoccoli, lunghi e sottili, permettono al sitatunga di muoversi con facilità tra i papiri negli ambienti di palude. 
I sitatunga sono ottimi nuotatori tant'è che, per sfuggire ai predatori, sono soliti rifugiarsi in acqua, dove rimangono immersi lasciando affiorare in superficie solo le narici. 
Si tratta di animali solitari e crepuscolari (sebbene siano talvolta attivi anche di giorno).